# За гражданска заслуга
Орденът „За гражданска заслуга“, заедно с ордените „За военна заслуга“ и „Мадарски конник“ е третият по старшинство в наградната система на Република България.

## История
Учреден от княз Фердинанд I на 2 август 1891 г. Първоначално има шест степени, а през 1933 г. е въведена и степента Велик кръст. Към ордена съществува и Дамски кръст в три степени. Предназначен е за цивилни лица за заслуги и примерна служба в полза на обществото. Награждаването с ордена е израз на благодарността на Отечеството към заслужилите дейци.
Орденът представлява емайлиран в бяло пизански кръст с дъбови листа и жълъди между раменете. Кантовете на степените от четвърта нагоре са от златен а на пета и шеста от сребърен метал. Шеста степен на ордена е изработен изцяло от сребърен метал.
Във вимпела е поставен вензелът на учредителя – княз Фердинанд I, заобиколен от бял пръстен с надпис „ЗА ГРАЖДАНСКА ЗАСЛУГА“. На реверса е поставен коронован златен български лъв върху тъмно червено поле, в белия пръстен наоколо „ФЕРДИНАНДЪ I“ и датата на учредяването 2 август 1891 г. Над кръста е поставена Царска, а в първоначалната емисия Княжеска корона като през 1945 – 1946 г. короната е заменена с венец, това е така наречената регентска емисия.
Орденът се носи се на бяла моарена лента със зелен и червен кант в двата края. Великият кръст е поставен на дълъг шарф, завършващ с розетка и се носи през дясното рамо. Степените от трета до шеста висят на малка триъгълна лента и се носят от лявата страна на гърдите. С премахването на Търновската конституция и провъзгласяването на България за Народна република, орденът е отменен.
- Орден „За Гражданска Заслуга“ I степен с розетка;
- Орден „За Гражданска Заслуга“ I степен, регентска емисия;

## Република България
Орден „За гражданска заслуга“ е трети по старшинство в наградната система на Република България. Учреден е със Закона за ордените и медалите на Република България от 13 юни 2003 г. (обн., ДВ, бр.54). Награждаването с орден „За гражданска заслуга“ е прерогатив на Президента Република България.

## Статут
Чл.6.
(1) С орден „За гражданска заслуга“ се награждават български граждани, които имат големи заслуги за развитието и укрепването на гражданското общество, за укрепване на демократичните институции и защита на човешките права и свободи, за принос и заслуги за отбраната, сигурността и обществения ред в Република България. 

## Описание
2) Орденът „За гражданска заслуга“ има две степени – първа и втора, с бяла лента с българския национален трибагреник:
1. първа степен: златен кръст, покрит с емайл, на лицевата страна в средата – медальон с лъв и надпис „За гражданска заслуга“, на обратната страна е българският национален трибагреник с надпис „Република България“, дъбови клонки с плодове между раменете на кръста; носи се на гърди;
2. втора степен: сребърен кръст, покрит с емайл, на лицевата страна в средата – медальон с лъв и надпис „За гражданска заслуга“, на обратната страна е българският национален трибагреник с надпис „Република България“, дъбови клонки с плодове между раменете на кръста; носи се на гърди. 

## Награждаване
Чл.11
(1) Президентът на Република България награждава с ордени и медали.
(2) Предложения за награждаване с ордени и медали се правят от председателя на Народното събрание и от Министерския съвет въз основа на мотивирано предложение от съответните министри, от Българската академия на науките, от висшите училища, от Българския Червен кръст, от творчески съюзи, сдружения и други организации с нестопанска цел, както и от инициативни комитети на граждани.
(3) Предложения за награждаване на чужди граждани с ордени и медали се правят от министъра на външните работи.
(4) Предложения за награждаване на български военни лица се правят от министъра на отбраната.
(5) Предложенията за награждаване трябва да съдържат подробно описание на дейността на лицето и мотивирано предложение за награждаване.
Чл.12.
(1) Указите на Президента на Република България за награждаване с ордени и медали се приподписват съгласно чл.102, ал.2 от Конституцията на Република България.
(2) Указите на Президента на Република България за награждаване с ордени и медали се подпечатват с държавния печат и се обнародват в „Държавен вестник“. 

## Орденски знаци
- Орден „За Гражданска Заслуга“ I степен (аверс и реверс);
- Орден „За Гражданска Заслуга“ II степен (аверс и реверс);